# Fondation Johann Wolfgang von Goethe
 (juillet 2024).
La mise en forme du texte ne suit pas les recommandations de Wikipédia : il faut le « wikifier ».
Les points d'amélioration suivants sont les cas les plus fréquents. Le détail des points à revoir est peut-être précisé sur la page de discussion.
- Les titres sont pré-formatés par le logiciel. Ils ne sont ni en capitales, ni en gras.
- Le texte ne doit pas être écrit en capitales (les noms de famille non plus), ni en gras, ni en italique, ni en « petit »…
- Le gras n'est utilisé que pour surligner le titre de l'article dans l'introduction, une seule fois.
- L'italique est rarement utilisé : mots en langue étrangère, titres d'œuvres, noms de bateaux, etc.
- Les citations ne sont pas en italique mais en corps de texte normal. Elles sont entourées par des guillemets français : « et ».
- Les listes à puces sont à éviter, des paragraphes rédigés étant largement préférés. Les tableaux sont à réserver à la présentation de données structurées (résultats, etc.).
- Les appels de note de bas de page (petits chiffres en exposant, introduits par l'outil «  Source ») sont à placer entre la fin de phrase et le point final[comme ça].
- Les liens internes (vers d'autres articles de Wikipédia) sont à choisir avec parcimonie. Créez des liens vers des articles approfondissant le sujet. Les termes génériques sans rapport avec le sujet sont à éviter, ainsi que les répétitions de liens vers un même terme.
- Les liens externes sont à placer uniquement dans une section « Liens externes », à la fin de l'article. Ces liens sont à choisir avec parcimonie suivant les règles définies. Si un lien sert de source à l'article, son insertion dans le texte est à faire par les notes de bas de page.
- La présentation des références doit suivre les conventions bibliographiques. Il est recommandé d'utiliser les modèles {{Ouvrage}}, {{Chapitre}}, {{Article}}, {{Lien web}} et/ou {{Bibliographie}}. Le mode d'édition visuel peut mettre en forme automatiquement les références.
- Insérer une infobox (cadre d'informations à droite) n'est pas obligatoire pour parachever la mise en page.

Pour une aide détaillée, merci de consulter Aide:Wikification.
Si vous pensez que ces points ont été résolus, vous pouvez retirer ce bandeau et améliorer la mise en forme d'un autre article.
La Fondation Johann Wolfgang von Goethe a été créée le 19 décembre 1968 à Bâle par le commerçant et agriculteur hambourgeois Dr. h. c. Alfred Toepfer (1894-1993). Son but était de soutenir les intérêts sociaux, environnementaux et culturels, notamment en faveur de l'amitié franco-allemande et de l'unité européenne, y compris dans l'intérêt de la "Regio Basilensis". 
Depuis 2022, la fondation a pour objectif de soutenir des projets dans les domaines de la culture, de la science et de la recherche, de la protection de la nature et de l'environnement, de l'unité européenne et de la promotion de la paix, en mettant l'accent sur le soutien aux jeunes. La fondation est principalement active dans la Regio Basiliensis et est soumise à la surveillance de l'autorité de surveillance des fondations Bâle-Campagne et Bâle-Ville, les deux demi-cantons suisses.

## Domaines d'activités
Depuis 2022, la Fondation Johann Wolfgang von Goethe de Bâle a pour but principal de soutenir et de promouvoir des projets dans les domaines suivants :
- Culture : La fondation soutient des initiatives culturelles, des expositions, des événements et des publications qui mettent en valeur le patrimoine culturel européen.

- Science et recherche : Elle accorde des bourses et des financements à des projets de recherche universitaires, en particulier dans les domaines des sciences humaines et sociales.
- Protection de la nature et de l'environnement : La fondation subventionne des programmes de préservation de l'environnement naturel et de sensibilisation aux enjeux écologiques.
- Unité européenne : Elle contribue à des projets visant à renforcer les liens et la coopération entre les pays européens.
- Promotion de la paix : La fondation soutient des initiatives pour la résolution pacifique des conflits et le dialogue interculturel.

Un accent particulier est mis sur le soutien aux jeunes, à travers des bourses, des programmes de mentorat et des projets impliquant activement la jeunesse.
La fondation est principalement active dans la région bâloise, tout en ayant une portée plus large en Suisse et en Europe